# Marcin Libicki

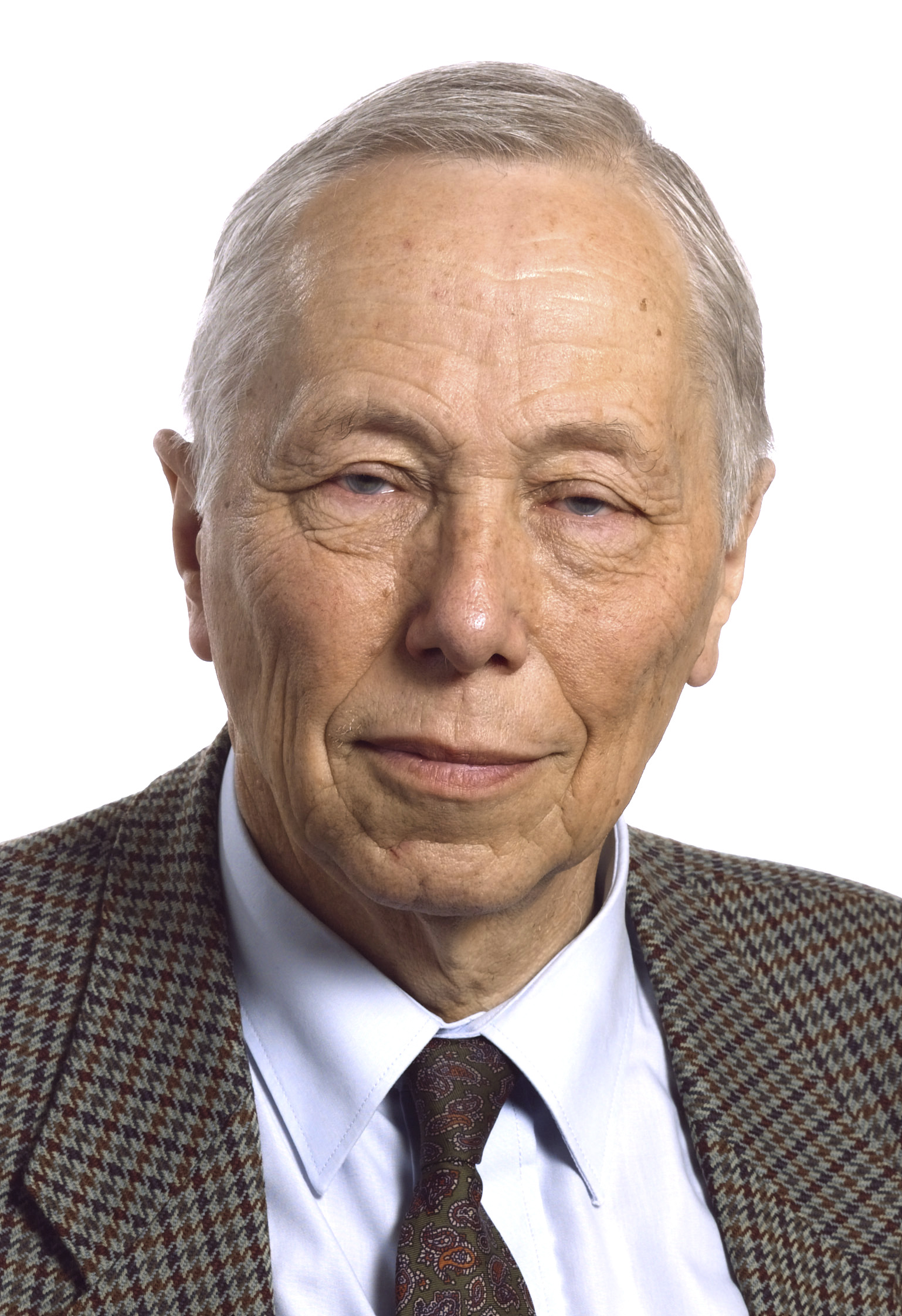
Marcin Libicki

Marcin Wojciech Libicki (* 2. Februar 1939 in Posen) ist ein polnischer Kunsthistoriker und ehemaliger Politiker (ZChN, AWS, PP, PiS). Er gehörte von 1991 bis 1993 und von 1997 bis 2004 dem Sejm in der I., III. und IV. Wahlperiode an. Von 2004 bis 2009 war er Mitglied des Europaparlaments.

## Leben und Beruf
Libicki, dessen Vater Janusz beim Massaker von Katyn ermordet worden war, studierte Kunstgeschichte an der Adam-Mickiewicz-Universität Posen. Von 1961 bis 1966 war er dort wissenschaftlich tätig.
Marcin Libicki ist Mitglied des Malteserordens. Er ist verheiratet und hat vier Kinder. Sein Sohn Jan Filip Libicki ist selbst Abgeordneter im Sejm.

## Politik
Libicki beteiligte sich 1980 an der Gründung der landwirtschaftlichen Abteilung der Solidarność in der Woiwodschaft Posen.
In der Dritten Republik gehörte er zunächst der Zjednoczenie Chrześcijańsko-Narodowe (ZChN) an, für die er bei der ersten vollständig freien Parlamentswahl 1991 auf der Liste des Wahlbündnisses Wyborcza Akcja Katolicka in den Sejm gewählt wurde. Nachdem er 1993 aus dem Parlament ausgeschieden war, gelang ihm bei der Wahl 1997 auf der Liste des Wahlbündnisses Akcja Wyborcza Solidarność, an dem sich die ZChN beteiligt hatte, die Rückkehr in den Sejm. 1998 bis 2001 war er außerdem Vizepräsident der Parlamentarischen Versammlung des Europarats. 2001 wechselte er zur neugegründeten Przymierze Prawicy (PP), für die er bei der Parlamentswahl 2001 auf der Liste der Liste der Prawo i Sprawiedliwość (PiS) erneut in den Sejm gewählt wurde. Durch den Beitritt der PP zur PiS kam er im Juni 2002 zu dieser.
2003 wurde Libicki Beobachter im Europäischen Parlament, um zusammen mit anderen mittel- und osteuropäischen Parlamentariern auf den EU-Beitritt 2004 vorbereitet zu werden. Bei der Europawahl 2004, der ersten, an der Polen teilnahm, zog Libicki für die PiS selbst ins Parlament ein. Die PiS schloss sich dort der rechtskonservativen Fraktion Union für ein Europa der Nationen (UEN) an; Libicki wurde Vorsitzender des Petitionsausschusse des Parlaments. Am 9. April 2009 verließ Libicki die PiS aus Protest wegen der Streichung seiner Kandidatur für die Europawahl 2009. 2010 trat er der neugegründeten Gruppierung Polska Plus bei und wurde deren stellvertretender Vorsitzender. Nach der Auflösung von Polska Plus noch im selben Jahr unterstützte er die neugegründete Polska Jest Najważniejsza. Er ist Ehrenmitglied des Konservativ-Monarchistischen Klubs.
Nach den neuen Forschungen des Institutes für Nationales Gedenken (IPN) war Libicki in den Dokumenten des polnischen Sicherheitsdienstes als Kontaktperson der 1. Abteilung des Innenministeriums registriert. Libicki verneinte diese Behauptung und erklärte, dass er dreimal diesbezügliche Erklärungen abgegeben hat, die nicht bestritten wurden.